# Исаев, Азер Зульфугар оглы
Азер Зульфугар оглы Исаев (азерб. Azər İsayev; 16 сентября 1967) — советский и азербайджанский футболист, нападающий.

## Биография
В 1982—1984 годах включался в заявку бакинского «Нефтчи», игравшего тогда в высшей лиге СССР, но выступал только за дублирующий состав. В 1985 году провёл один матч во второй лиге за бакинский «Гянджлик», затем два года не играл в соревнованиях мастеров. С 1988 года играл во второй и второй низшей лигах за «Хазар» (Сумгаит), был лидером атак клуба и забил за четыре года 72 гола в первенствах СССР. Лучший результат — 25 голов в сезоне 1990 года.
После распада СССР продолжил выступать за сумгаитский клуб в чемпионате Азербайджана. В 1992 и 1993 годах становился серебряным призёром чемпионата, в 1992 году вошёл в десятку лучших бомбардиров (18 голов). В ходе сезона 1993/94 перешёл в «Хазри Бузовна» (Баку), с этим клубом становился серебряным (1995/96) и бронзовым (1996/97) призёром чемпионата, финалистом (1996/97) и двукратным полуфиналистом (1994/95, 1995/96) Кубка Азербайджана. В сезоне 1997/98 выступал за «Карабах» (Агдам), с которым стал финалистом национального Кубка, однако в чемпионате сыграл лишь 5 матчей. В конце карьеры снова играл за клуб из Сумгаита, назвавшийся теперь «Кимьячи».
Всего за карьеру в первенствах СССР и Азербайджана забил 145 голов, из них в высшей лиге Азербайджана — 73 гола. За сумгаитский «Хазар»/«Кимьячи» забил 106 голов.